# Garrett (Illinois)
Garrett és una població dels Estats Units a l'estat d'Illinois. Segons el cens del 2000 tenia 198 habitants.

## Demografia
Segons el cens del 2000, Garrett tenia 198 habitants, 76 habitatges, i 52 famílies. La densitat de població era de 546,1 habitants/km².
Dels 76 habitatges en un 40,8% hi vivien nens de menys de 18 anys, en un 43,4% hi vivien parelles casades, en un 13,2% dones solteres, i en un 30,3% no eren unitats familiars. En el 27,6% dels habitatges hi vivien persones soles el 14,5% de les quals corresponia a persones de 65 anys o més que vivien soles. El nombre mitjà de persones vivint en cada habitatge era de 2,61 i el nombre mitjà de persones que vivien en cada família era de 3,02.
Per edats la població es repartia de la següent manera: un 34,8% tenia menys de 18 anys, un 5,1% entre 18 i 24, un 32,8% entre 25 i 44, un 15,2% de 45 a 60 i un 12,1% 65 anys o més.
L'edat mediana era de 35 anys. Per cada 100 dones de 18 o més anys hi havia 104,8 homes.
La renda mediana per habitatge era de 29.375 $ i la renda mediana per família de 29.500 $. Els homes tenien una renda mediana de 29.063 $ mentre que les dones 20.096 $. La renda per capita de la població era de 10.920 $. Aproximadament el 4% de les famílies i el 14% de la població estaven per davall del llindar de pobresa.

## Poblacions més properes
El següent diagrama mostra les poblacions més properes.